# Sälahät Aghajev
Sälahät Aghajev (azerbajdzjanska: Səlahət Nüsrət oğlu Ağayev, Sälahät Nüsrät oghlu Aghajev), född 4 januari 1991 i Fizuli, Azerbajdzjanska SSR, Sovjetunionen, är en azerisk fotbollsmålvakt.
Aghajev spelar för närvarande för Premjer Liqasy-klubben Inter Baku. Aghajev har även spelat i samtliga azerbajdzjanska landslag i fotboll i olika ålderskategorier, det vill säga U17, U19, U21 samt A-landslaget. Han spelar för närvarande för U21- samt A-landslaget.

## Karriär

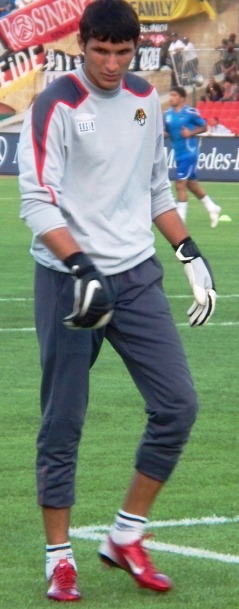
Sälahät Aghajev år 2009.

### Klubbkarriär
Aghajev inledde karriären i Bakuklubben FK Inter Baku år 2008.
Han spelade dock juniorfotboll i Turkiet, då han efter att ha imponerat i Azerbajdzjans U-landslag spelade för den turkiska klubben Kazım Karabekıspor.
2009 spelade han i Uefa Europa League för Inter Baku.

### Internationell karriär
Aghajev har spelat flera landskamper för Azerbajdzjans olika ungdoms- och i A-landslaget. 2009 kallades han upp till A-lagstruppen av den tyske tränaren Berti Vogts. På Vogts initiativ tränade Aghajev tillsammans med den tyska klubben Hannover 96:s spelare i ett träningsläger år 2009.

## Prestationer
Inter Baku
- Vinnare av Premjer Liqasy (1): 2009/2010
- Vinnare av OSS-cupen (1): 2011